# Apogonia simulans
Apogonia simulans är en skalbaggsart som beskrevs av Moser 1914. Apogonia simulans ingår i släktet Apogonia och familjen Melolonthidae. Inga underarter finns listade i Catalogue of Life.